# Hans Schöttler
Johannes Ludolf Theodor „Hans“ Schöttler (* 22. Februar 1861 in Gütersloh; † 6. Dezember 1945 in Buchschlag bei Frankfurt am Main) war ein protestantischer Geistlicher.

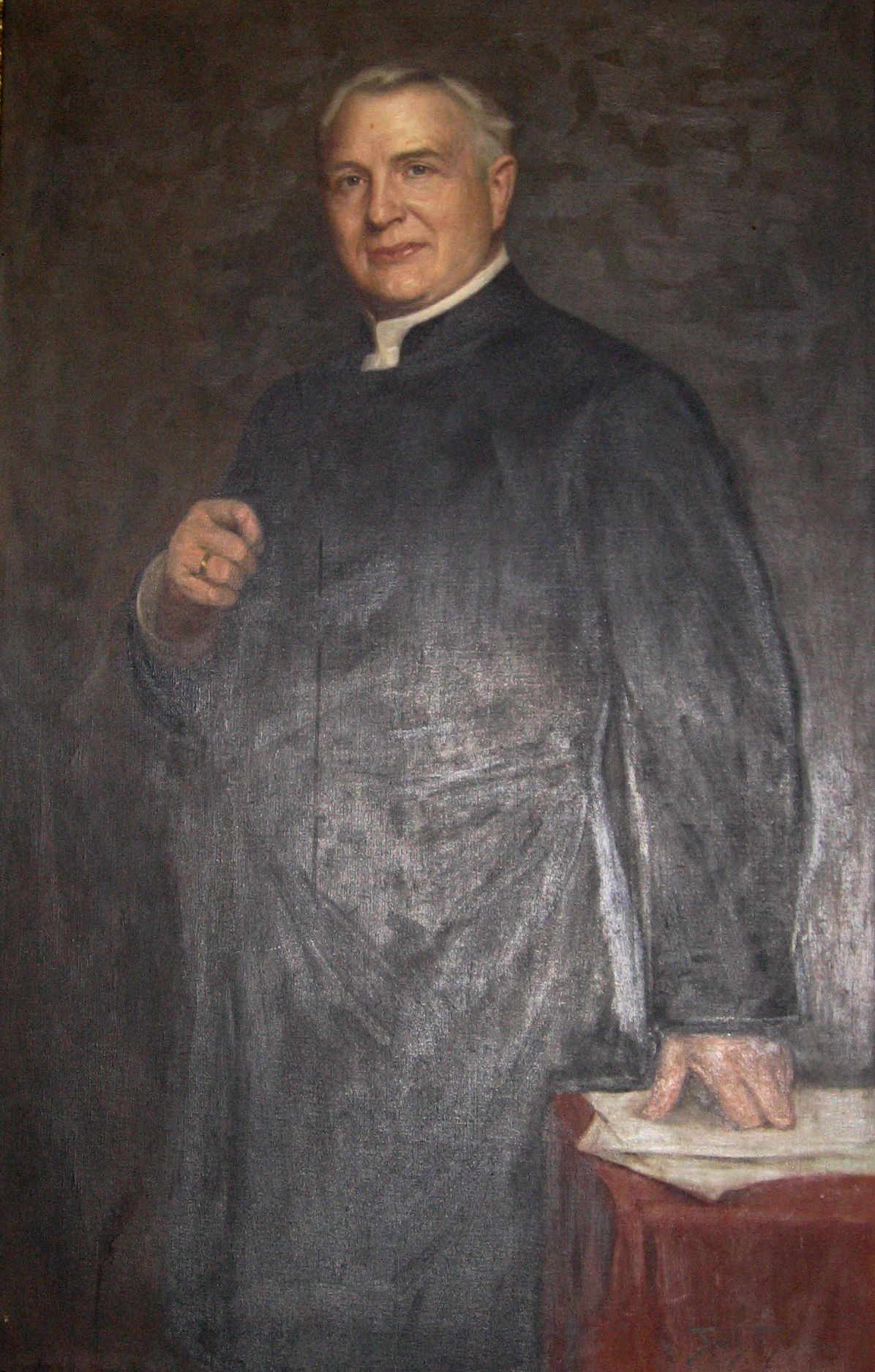
Hans Schöttler

## Leben
Schöttler, der Sohn eines Gymnasialprofessors war, besuchte das Evangelisch Stiftische Gymnasium Gütersloh, wo er 1879 auch die Reifeprüfung ablegte. Er studierte von 1879 bis 1882 zuerst Naturwissenschaften in Bonn, Berlin und Münster, dann von 1882 bis 1885 Evangelische Theologie in Bonn und Greifswald.
Nach dem Wehrdienst war Schöttler von 1886 bis 1888 als Lehrer an der Höheren Töchterschule Bielefeld beschäftigt, legte 1887 sein theologisches Examen ab und arbeitete schließlich von 1889 bis 1891 als Hilfsprediger und Militärpfarrer in Frankfurt a. M. Danach wurde er Pfarrer der altpreußischen Landeskirche in Barmen und Düsseldorf. Als Pfarrer von Berlin-Schöneberg wurde er Superintendent, dann von 1912 bis 1917 Generalsuperintendent der altpreußischen Kirchenprovinz Ostpreußen und schließlich Erster Hofprediger an der Königsberger Schlosskirche.
Von 1917 bis 1931 war Schöttler dann als Nachfolger von Paul Johannes Gennrich Generalsuperintendent der altpreußischen Kirchenprovinz Sachsen und wurde an der Universität Halle zum Ehrenprofessor für Theologie ernannt. Der nach eigener Aussage stets national eingestellte Schöttler wurde 1931 emeritiert und war ab 1933 Mitglied der dem Nationalsozialismus nahen Deutschen Christen, für die er ehrenamtlich in Bremen und zuletzt in Frankfurt als Pfarrstellverweser wirkte. Im Jahre 1939 erklärte er seine Mitarbeit am Institut zur Erforschung und Beseitigung des jüdischen Einflusses auf das deutsche kirchliche Leben.

## Schriften (Auswahl)
- Das Schwert des Geistes. Gottes Wort für den täglichen Gebrauch; Berlin 1916
- Von der Heimat der Seele. Eine Auslese aus der Lutherbibel zum Einleben in die Lutherbibel; Halle a.d.S. 1925